# شهرستان جیمز سیتی (ویرجینیا)
شهرستان جیمز سیتی، ویرجینیا (به انگلیسی: James City County, Virginia) یک سکونتگاه مسکونی در ایالات متحده آمریکا است که در ویرجینیا واقع شده‌است.

## خصوصیات
شهرستان جیمز سیتی ۴۶۳٫۶۱ کیلومترمربع مساحت دارد.